# Duch Freddy’ego Jacksona na grupowej fotografii

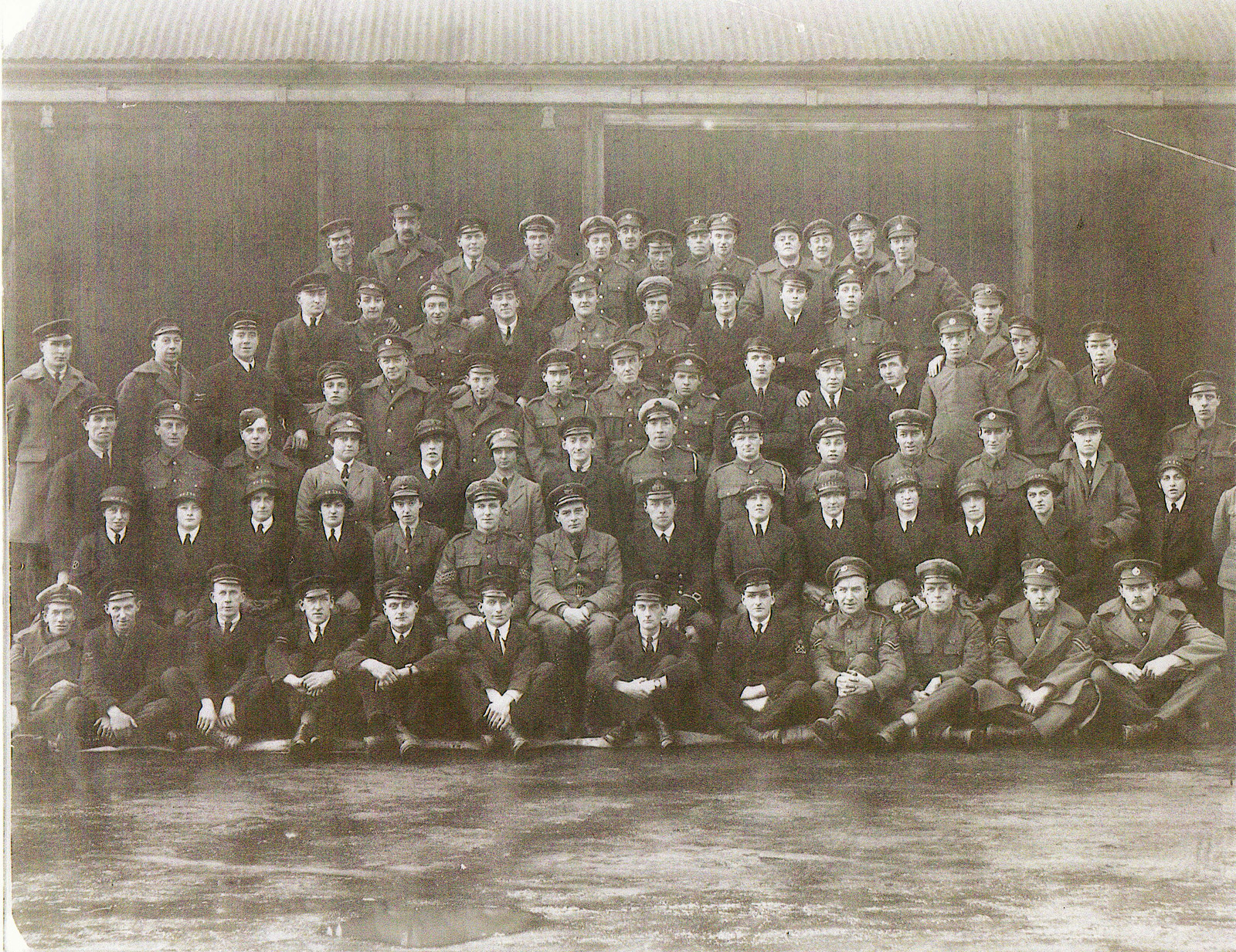
Grupowa fotografia żołnierzy eskadry Goddarda. Duch Freddy’ego Jacksona znajduje się za czwartym od lewej lotnikiem w górnym rzędzie

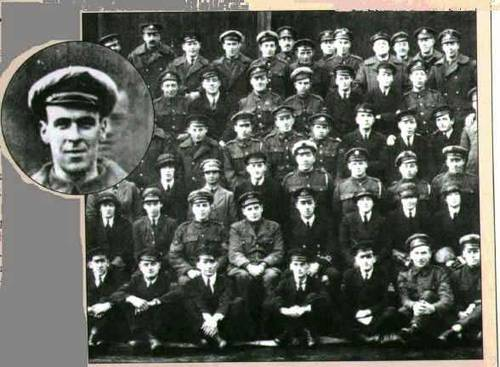
Duch Freddy’ego Jacksona widoczny w powiększeniu

Duch Freddy’ego Jacksona na grupowej fotografii – duch mechanika lotniczego Freddy’ego Jacksona widoczny na grupowej fotografii brytyjskich żołnierzy, wykonanej tuż po zakończeniu I wojny światowej.

## Historia
Fotografia wykonana w 1918 roku, została po raz pierwszy opublikowana w 1975 roku przez sir Victora Goddarda, emerytowanego oficera Królewskich Sił Powietrznych. Jest to grupowy portret żołnierzy Royal Air Force, Royal Navy i Women’s Royal Naval Service służących w eskadrze Goddarda podczas I wojny światowej, w ośrodku szkoleniowym HMS Daedalus koło Lee-on-the-Solent w angielskim hrabstwie Hampshire. Na fotografii, za lotnikiem ustawionym w górnym rzędzie (czwartym od lewej), widoczny jest fragment twarzy Freddy’ego Jacksona, mechanika lotniczego, który został przypadkowo zabity przez śmigło samolotu. Jego pogrzeb odbył się w dniu, w którym zrobiono tę fotografię. Członkowie eskadry którzy rozpoznali twarz Jacksona, sugerowali że Jackson, nieświadomy swojej śmierci, postanowił pojawić się na grupowym portrecie.
Duch w przeciwieństwie do wszystkich członków eskadry widocznych na fotografii, nie ma na sobie służbowej czapki, co może sugerować że lotnik znajdujący się przed duchem nie założył czapki w chwili naświetlania. Mógł zorientować się, że nie ma na sobie czapki i założył ją dopiero w trakcie tworzenia ujęcia. To mogło spowodować pojawienie się dodatkowej twarzy na fotografii. Frederick William Jackson zmarł 30 października 1918 roku z powodu niewydolności serca po wypisaniu ze szpitala w marcu 1918 roku, a nie w wyniku tragicznego wypadku. Dodatkowo był artylerzystą okrętowym, a nie mechanikiem lotniczym. Sugerowałoby to, że sir Victor Goddard pomylił nazwisko zmarłego mechanika.